# Quercus lusitanica
Quercus lusitanica är en bokväxtart som beskrevs av Jean-Baptiste de Lamarck. Quercus lusitanica ingår i släktet ekar, och familjen bokväxter. Inga underarter finns listade.

## Bildgalleri

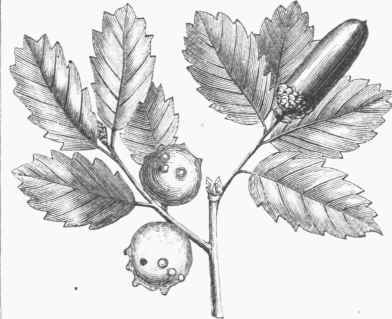
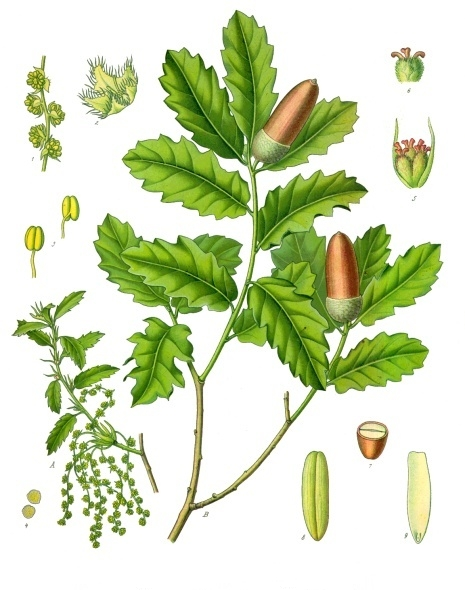